# BeFour
beFour war eine vierköpfige deutsche Popgruppe. Sie wurde Anfang 2007 durch die Doku-Soap beFour: Das Star-Tagebuch des Fernsehsenders Super RTL und ihre ersten Single Magic Melody bekannt. Die Gruppe verkaufte über eine Million Platten und erhielt zehn goldene und eine Platin-Schallplatte. 2010 löste sich die Gruppe auf.

## Bandgeschichte
2007 war Musikproduzent Christian Geller auf der Suche nach einer Popgruppe für den deutschen Fernsehsender Super RTL. Durch den Sieg bei einer Hip-Hop-Meisterschaft wurde er auf Angel Garcia Arjona aufmerksam und stellte ihm das Konzept vor. Kurz darauf stellte dieser sich zusammen mit seinen Freunden Manou, Alina und Dan in Christian Gellers Studio vor, und nach einer Tanz-Demonstration wurde die Band in dieser Formation zusammengestellt. Im Mai 2007 zogen die vier in eine WG nach Köln.

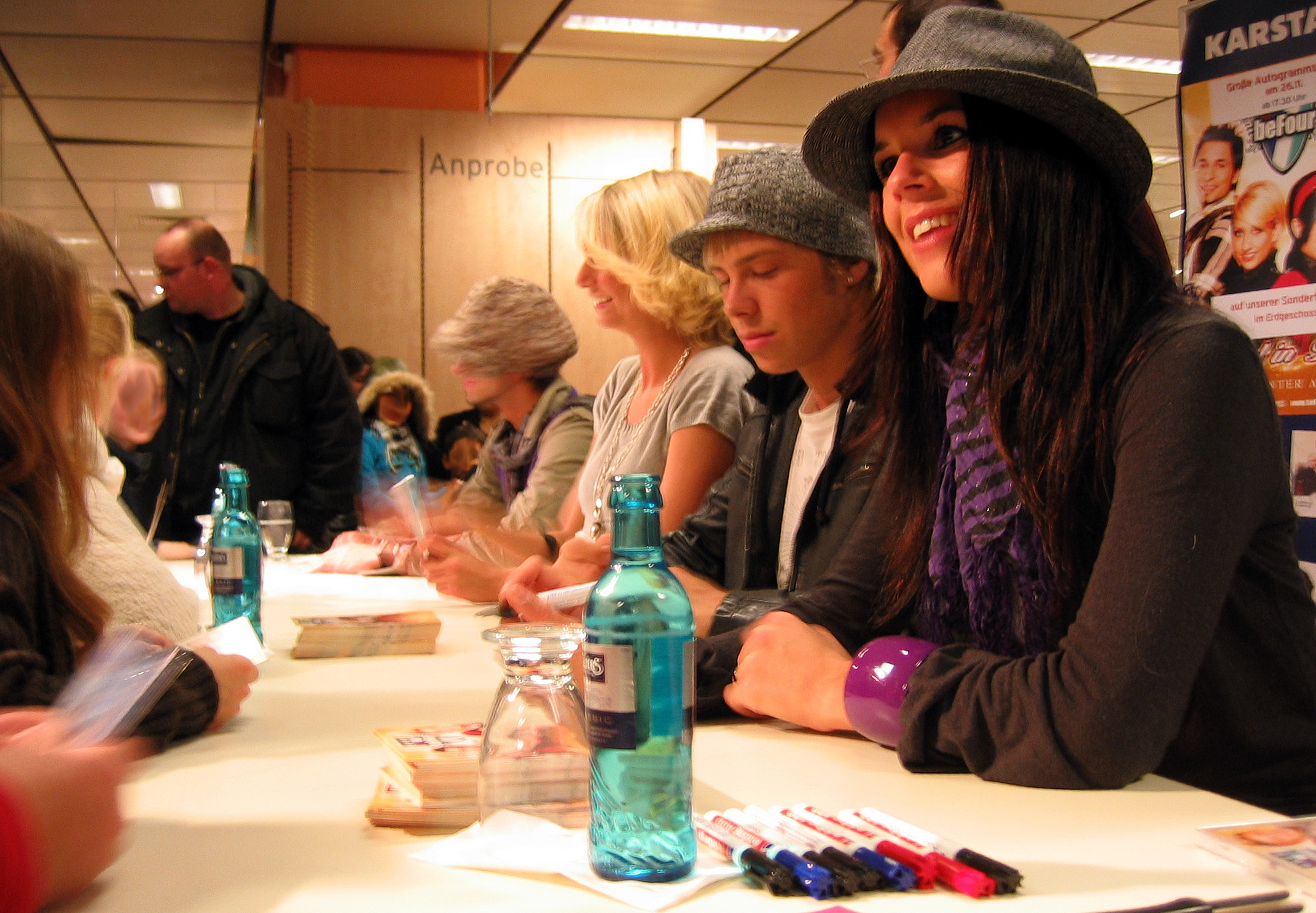
beFour, 2007

Die ersten drei Monate nach der Gründung wurden im Star-Tagebuch auf Super RTL dokumentiert, täglich wurden zehn Minuten aus dem Leben der Band gezeigt. Neben Tonaufnahmen für das erste Album standen Fotoshootings, Tanzunterricht und Videodrehs an. Nach der Veröffentlichung des Albums All 4 One und der Single Magic Melody, einer Coverversion von Ruki wwerchs Pesenka, produziert von Christian Geller und Adam Bernau, folgten Promoauftritte. Weitere Singles wurden veröffentlicht, darunter How Do You Do? und Little, Little Love. Der erste große Auftritt von beFour war am 31. August 2007 bei The Dome 43 in Hamburg. Im Rahmen der RTL-Sendung Die ultimative Chartshow wurde der Band die Goldene Schallplatte für All 4 One übergeben. Außerdem wurde die DVD beFour – Der Film! herausgebracht.
Im September 2007 begann die Produktion des zweiten Studioalbums, Hand in Hand – The Winter Album. Es erschien am 17. November, gekoppelt. Das Musikvideo zur einzigen Single Hand in Hand wurde im Phantasialand bei Köln gedreht. Im März 2008 wurde We Stand United, das dritte Studioalbum der Band, veröffentlicht. Die Single Live Your Dream war gleichzeitig der deutsche Titelsong zum Film Horton hört ein Hu!. Im Sommer wurde eine zweite Staffel des Star-Tagebuchs ausgestrahlt, die ebenso wie die erste aus über 90 Folgen bestand. Im Juni startete eine Konzerttour der Gruppe. Christian Petru trat im Vorprogramm auf. Ende Oktober 2008 erschien das Album Hand in Hand – The Winter Album in einer Neuauflage.

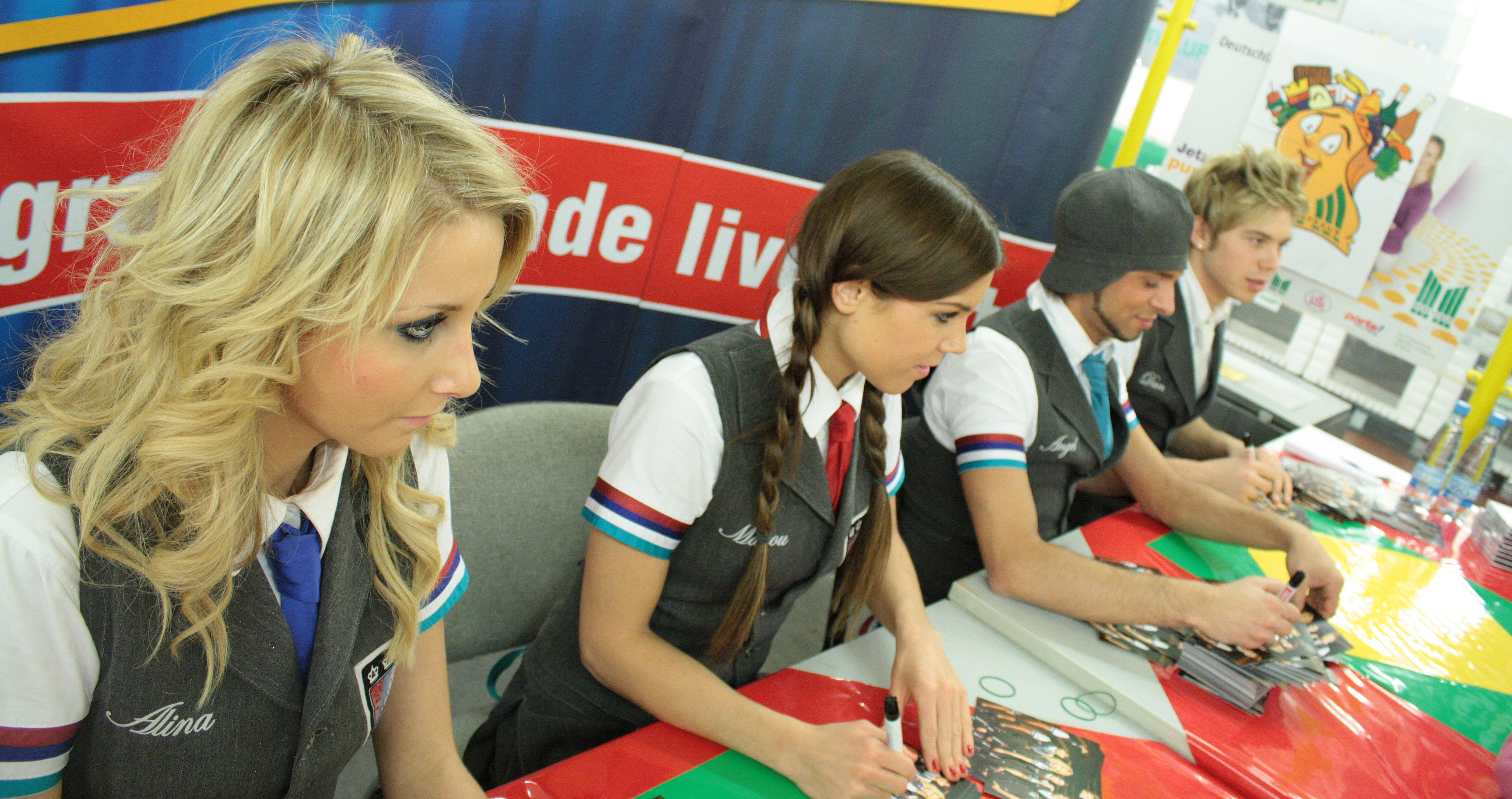
beFour, 2009

Am 16. Januar 2009 wurde die Single No Limit, eine Coverversion des gleichnamigen Titels von 2 Unlimited veröffentlicht. Das vierte Album Friends 4 Ever erschien am 6. Februar. Die am 17. April 2009 erschienene Single Ding-A-Dong kletterte in Deutschland der ersten Woche auf Platz 61. Am 8. Dezember 2010 gab die Gruppe die Auflösung bekannt.

## Bandmitglieder
Manuela „Manou“ Oeschger (* 18. Februar 1984 in Wil AG, Schweiz) stand mit 18 Jahren das erste Mal auf der Bühne. Sie ließ sich von 2005 bis 2006 am Lee Strasberg Theatre and Film Institute in New York in Schauspiel und Gesang ausbilden.
Alina Bock (* 2. November 1984 in Geilenkirchen) verbrachte ihre Jugend in Brachelen. Außerhalb des Projekts beFour nahm sie auch ein Lied mit dem Sänger Christian Petru auf.
Daniel „Dan“ Möllermann (* 17. Dezember 1987 in Berlin) ist ein deutscher Schauspieler. Bis zu seiner Schauspiel- und Gesangskarriere war er Leistungssportler und besuchte eine Sportschule. Sein Filmdebüt hatte er im Kinofilm Mein erstes Wunder. Sein Vater ist Besitzer der Berliner Restaurantkette „Andys Diner & Bar“. 2016 hatte er einen Gastauftritt in Berlin – Tag & Nacht, dort spielte er einen Immobilienverkäufer. Seit 2018 steht er erneut vor der Kamera bei Berlin Tag & Nacht, diesmal spielt er dort Chris, den Freund von Paula.
Angel Garcia Arjona (* 21. Februar 1982 in Velbert) ist ein deutscher Tänzer. Der gelernte Bankkaufmann trat bereits in mehreren Videoclips als Tänzer auf, unter anderem bei Jessica Wahls’ (No Angels) Du bist wie Ich und Esperanza von Attencion.

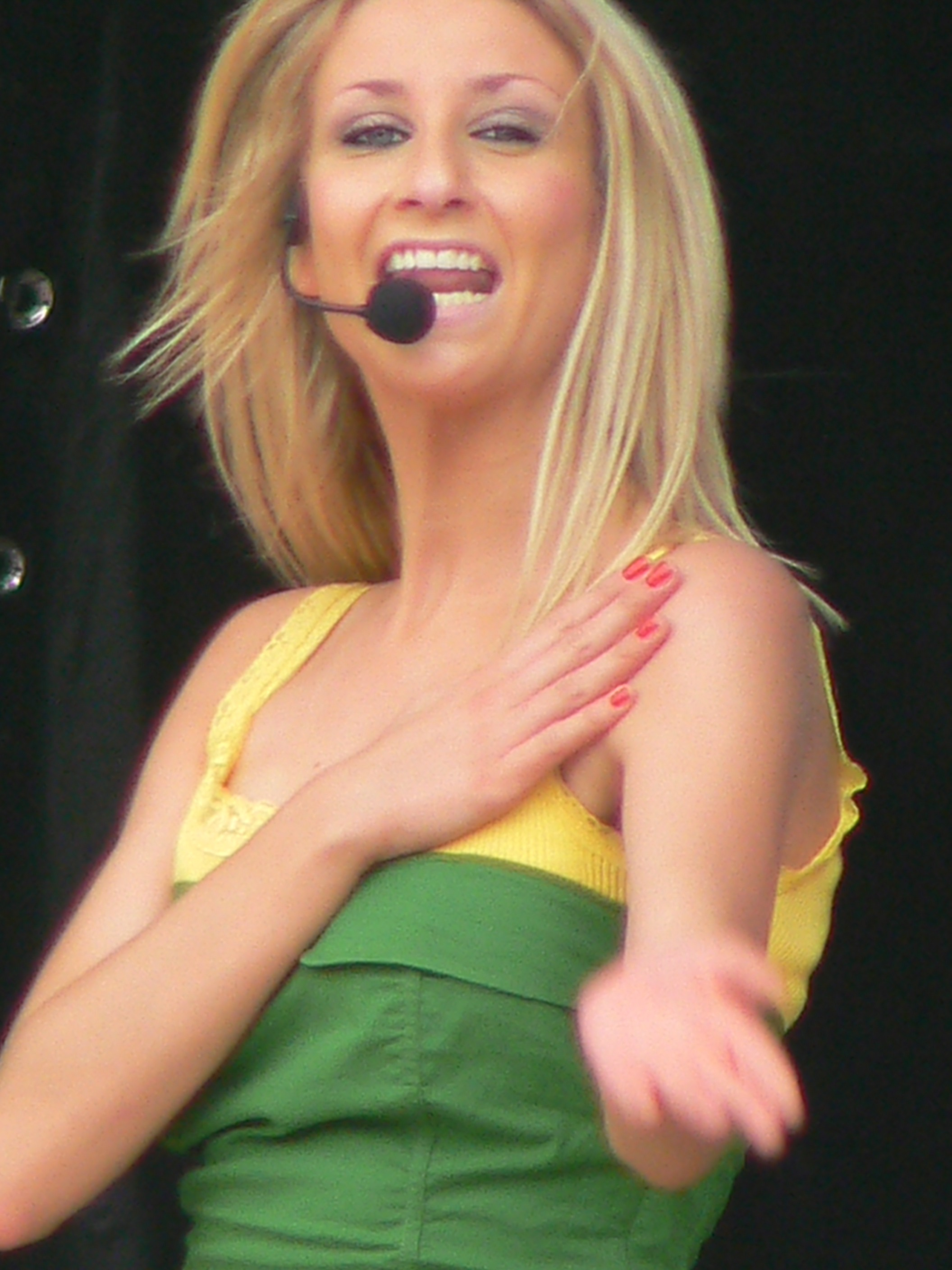
Alina
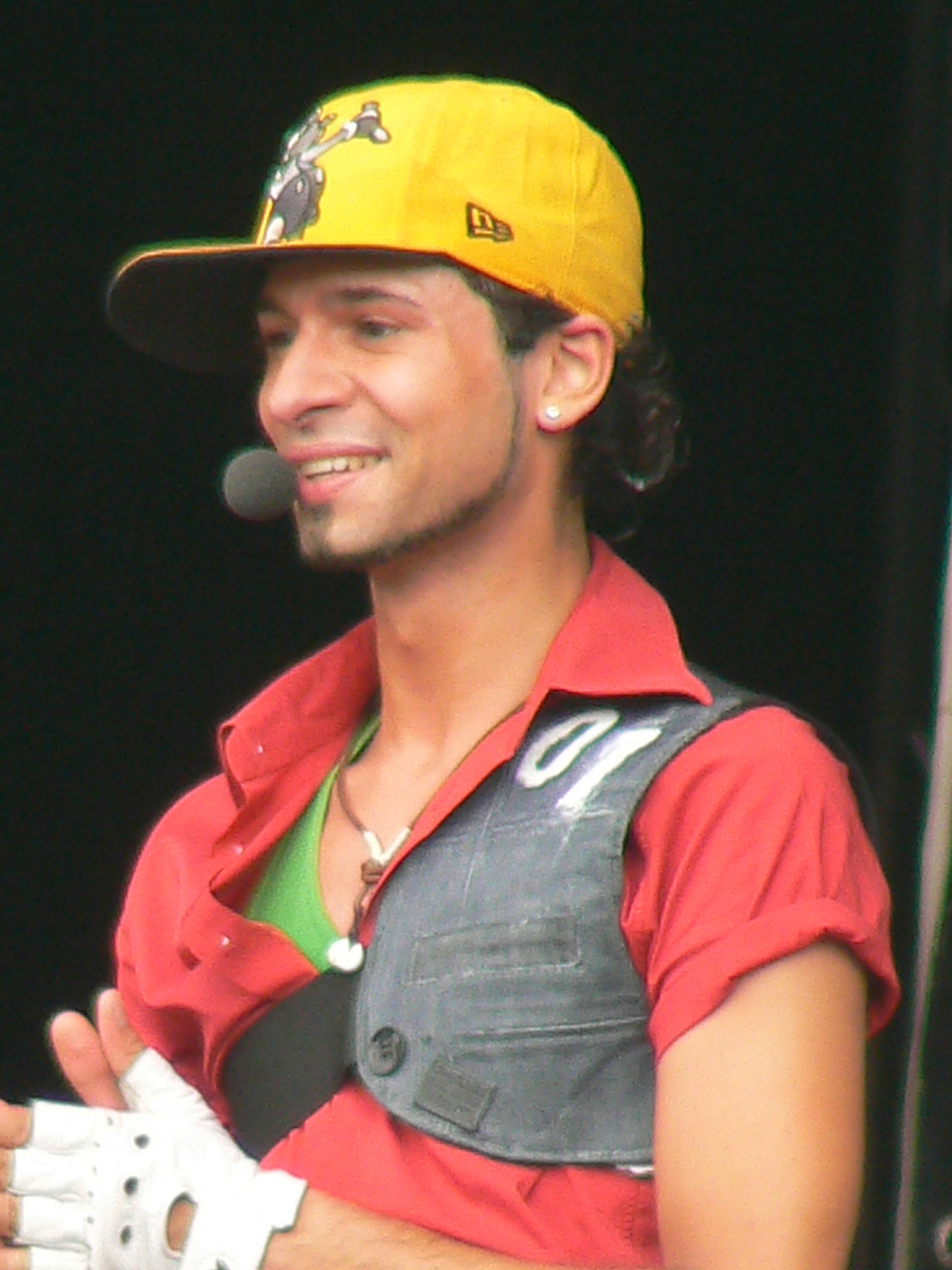
Angel
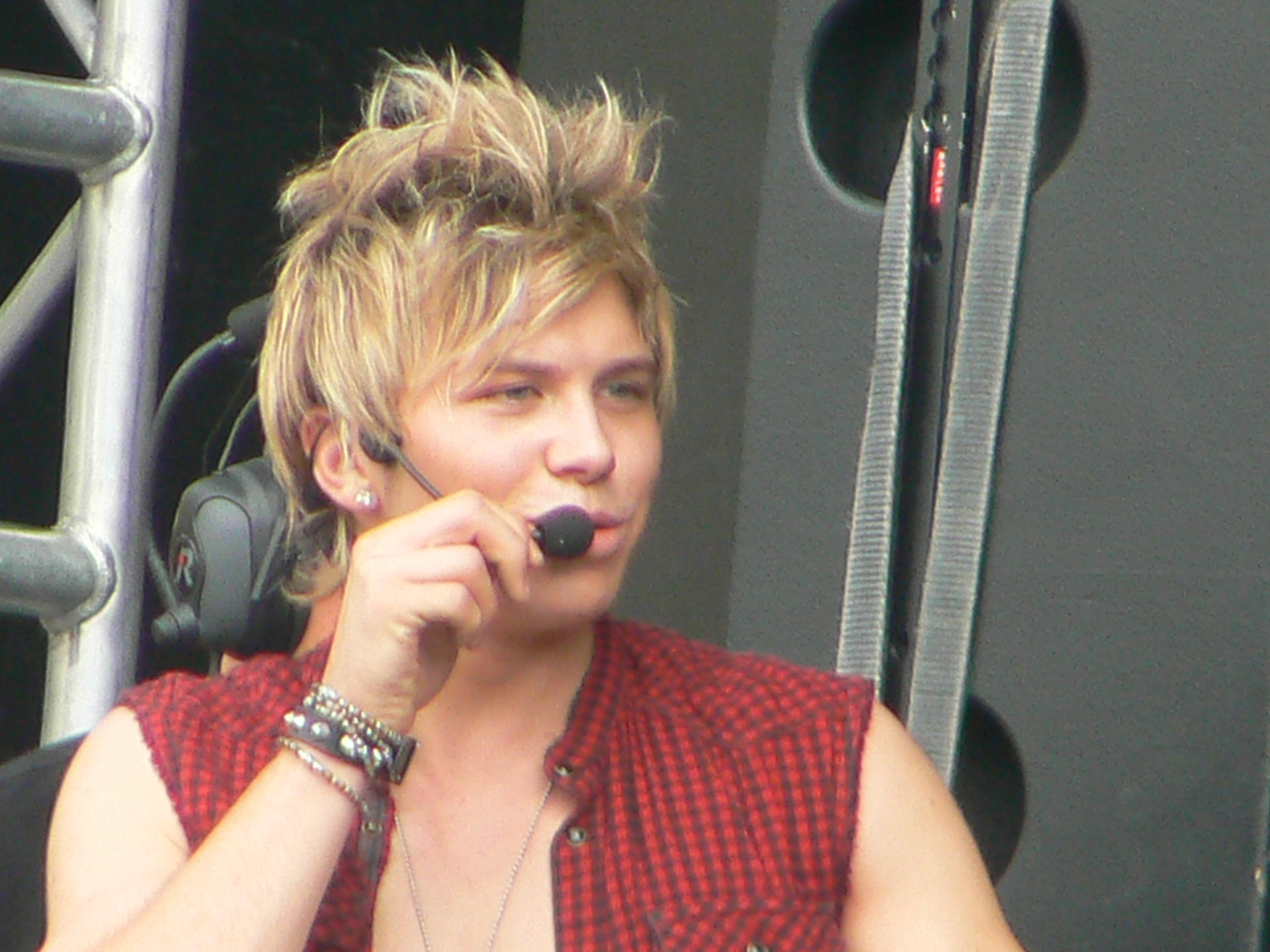
Dan
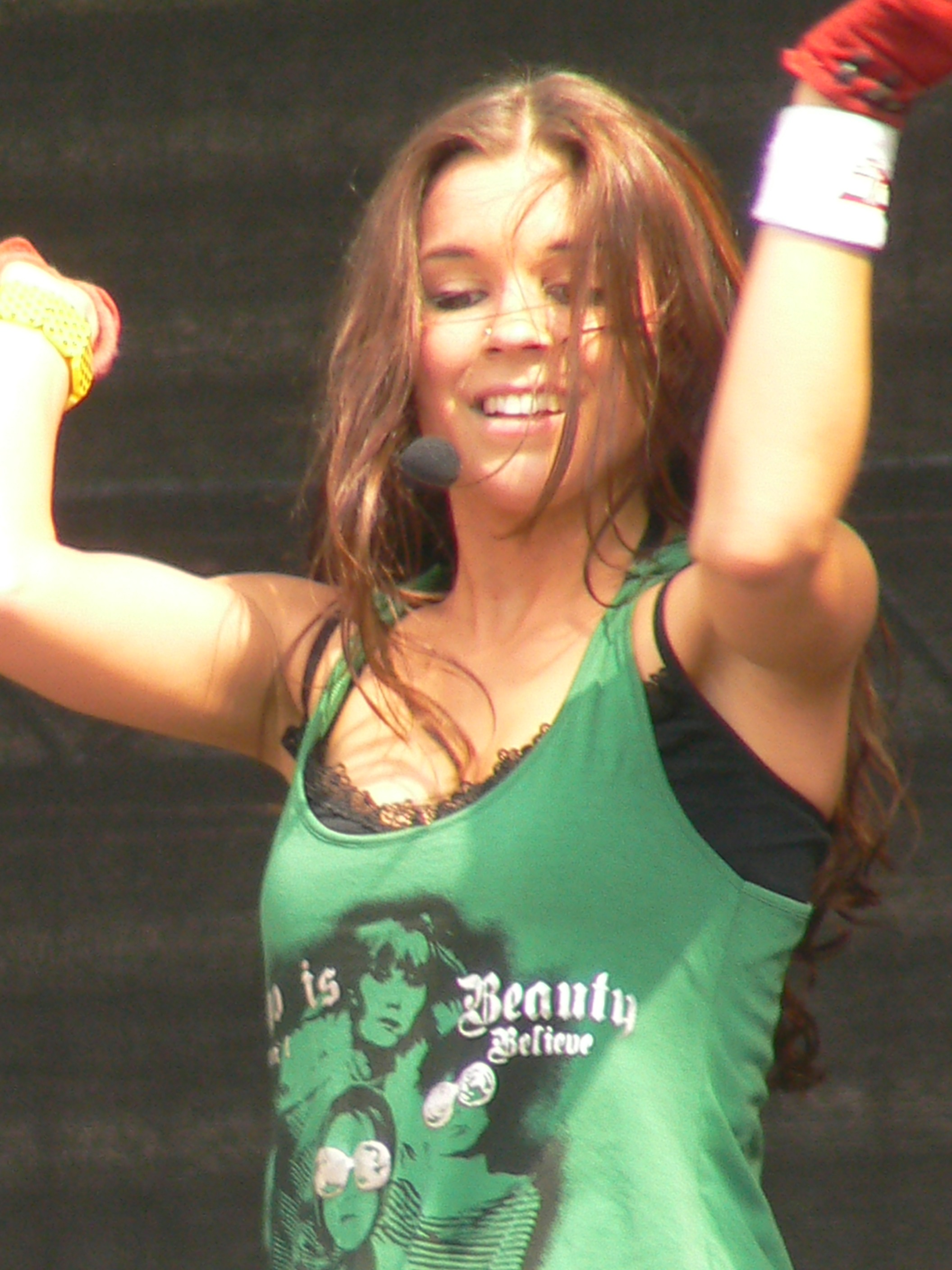
Manou

## Kritik
2009 wurde die Band aufgrund versteckter und mutmaßlich verbotener Werbeauftritte in Schulen kritisiert. Diese geschahen für das Unternehmen ASPECTA, eine Tochter des Versicherungskonzerns Talanx. In dem auf der Veranstaltung verteilten Flyer hieß es, dass es das „hitverdächtige und einzigartige Befour-Geschenk, das es nirgendwo zu kaufen gibt: eine CD mit unveröffentlichten Songs und einer Videobotschaft deiner Stars sowie einen tollen Schlüsselanhänger“ gäbe. Dafür müssen die Eltern ihre Adresse mitteilen und sich per Unterschrift einverstanden erklären, von einem Versicherungsvermittler der ASPECTA Lebensversicherung AG zwecks Terminvereinbarung für ein Beratungsgespräch kontaktiert zu werden.
Den Rektoren der Schulen wurde lediglich mitgeteilt, sie hätten das „Glück“, dass die Tourneeroute der Band bei ihnen vorbei führen würde und die Band deshalb gerne zu einem Auftritt bereit sei. Im Nachgang wurden den Schulen Pakete mit Werbeflyern zugeschickt, die an die Kinder zu verteilen waren. Bei Schulleitern, die der Verteilung widersprachen, wurde der Auftritt wegen „fehlender Unterstützung“ kurzfristig abgesagt. Kritisiert wird insbesondere, dass Kinder als „Türöffner“ missbraucht würden. Eltern müssten den Kindern die „Geschenke“ verweigern, wenn sie keine Verkaufsgespräche mit Mitarbeitern des Versicherungskonzerns halten möchten.

## Diskografie
Studioalben

| Jahr | Titel Musiklabel                                | Höchstplatzierung, Gesamtwochen, AuszeichnungChartplatzierungen (Jahr, Titel, Musiklabel, Platzierungen, Wochen, Auszeichnungen, Anmerkungen) | Höchstplatzierung, Gesamtwochen, AuszeichnungChartplatzierungen (Jahr, Titel, Musiklabel, Platzierungen, Wochen, Auszeichnungen, Anmerkungen) | Höchstplatzierung, Gesamtwochen, AuszeichnungChartplatzierungen (Jahr, Titel, Musiklabel, Platzierungen, Wochen, Auszeichnungen, Anmerkungen) | Anmerkungen                                              |
| Jahr | Titel Musiklabel                                | DE | AT | CH | Anmerkungen                                              |
| ---- | ----------------------------------------------- | --- | --- | --- | -------------------------------------------------------- |
| 2007 | All 4 One Pop‘n’Roll Entertainment (Edel)       | DE1 Platin · (25 Wo.)DE | AT2 Gold · (17 Wo.)AT | CH1 Gold · (16 Wo.)CH | Erstveröffentlichung: 13. Juli 2007 Verkäufe: + 225.000  |
| 2008 | We Stand United Pop‘n’Roll Entertainment (Edel) | DE10 Gold · (23 Wo.)DE | AT4 (20 Wo.)AT | CH10 (21 Wo.)CH | Erstveröffentlichung: 18. April 2008 Verkäufe: + 100.000 |
| 2009 | Friends 4 Ever Pop‘n’Roll Entertainment (Edel)  | DE7 (11 Wo.)DE | AT6 (9 Wo.)AT | CH9 (11 Wo.)CH | Erstveröffentlichung: 6. Februar 2009                    |